# Paavo Paalu
Paavo Johannes Paalu, född Palkén 28 maj 1895 i Åbo, död 5 mars 1971, var en finländsk jägarofficer och generalmajor, som stred i första världskriget, finska inbördeskriget, vinterkriget och fortsättningskriget.

## Biografi
Paalu var son till August Verner Palkén och Alma Koroinen. Han blev student vid Åbo svenska klassiska lyceum 1914, bedrev juridikstudier vid Helsingfors universitet 1914–1915 och studerade vid krigshögskolan 1924–1926. Som många andra blivande jägarsoldater begav sig Paalu till Tyskland och intogs den 7 januari 1916 i 27. jägarbataljonens 2. kompani. Under första världskriget stred han vid tyska fronten och bevistade striderna vid Misa, Rigabukten och Kuriska Aa. 1917 deltog han i artillerikursen i Polangen. Tillsammans med jägarplutonen ankom Paalu till Vasa den 25 februari 1918 och var under inbördeskriget befälhavare över 3. kompaniet i 7. jägarbataljonen vid. 3. jägarregementet. Under kriget bevistade han bland annat slaget om Tammerfors och striden vid Aittolahti. Han sårades vid Tali den 24 april 1918.
Efter kriget var Paalu befälhavare över 3. kompaniet vid 3. jägarregementet, som sedermera blev Savolax 3. jägarregemente och senare Nylands regemente. Vid sidan om detta var han jägarbataljonens befälhavare mellan januari och april 1919. I februari 1920 blev han befälhavare vid I bataljonen vid Kexholms läns regemente. I november 1920 överflyttades han till generalstaben, där han tjänstgjorde som byråofficer. Han var chef för dess operativa stab mellan januari och augusti 1924 och var under en tid lärare vid krigshögskolan. I april 1927 överflyttades han till krigshögskolan och var mellan september 1927 och december 1931 taktiklärare vid krigstekniska skolan. Därefter blev han befälhavare över 2. cykelbataljonen och blev i juli 1933 befälhavare över Mellersta Finlands regemente. Den 28 februari 1938 blev han befälhavare över Satakunta militärlän.
Vid vinterkrigets utbrott blev Paalu befälhavare över 6. divisionen, sedermera 3. divisionen, och deltog bland annat under slaget vid Summa i februari 1940. Under vapenvilan förde han befälet över 23. divisionen och var senare befälhavare över sydvästra Finlands militärlän. När fortsättningskriget bröt ut kommenderades Paalu till fronten och förde befäl över 1. divisionen. Paalu ledde divisionen under striderna vid Korpiselkä, Petrozavodsk, Kondopoga och Medvezjegorsk. 1942 överflyttades Paalu till trupperna vid Maaselkä och senare till 18. divisionen, med vilken han gjorde betydande segrar i Karelska näset. Han lyckades dock inte behålla ställningarna i Karelen och tvingades slå till reträtt den 25 juni 1944. Överbefälhavaren beslöt då frånta honom befälet över divisionen och Paalu fick tjänstgöra vid högkvarteret. Paalu mottog kritik för sitt handlande av bland andra IV armékårens befälhavare Taavetti Laatikainen. 1945 beslöt han därför att lämna armén och arbetade vid försäkringsbolaget Sammo i Åbo fram till 1963.
Paalu var sedan 1923 gift med Ellen Agnes Dombrowsky. Han är begravd i Åbo.